# Renale Osteodystrophie
Renale Osteodystrophie (Synonym: Renale Osteopathie, engl.: renal osteodystrophy) ist die Bezeichnung für alle mit einer chronischen Niereninsuffizienz assoziierten Skelettsymptome und Störungen des Mineralstoffwechsels.

## Klinik
Es handelt sich um eine komplexe Knochenerkrankung, die heute aufgrund der oft langjährig durchgeführten Hämodialyse häufig gesehen wird.
Klinisch bestehen Knochen- und Gelenkschmerzen, Schwellungen und Deformationen, häufig zusammen mit einer proximal betonten Muskelschwäche verbunden mit einer Muskelatrophie und erhöhter Knochenbrüchigkeit. Ektope Kalkablagerungen im Bereich der Schultergelenke, Ellenbogen, Knie, Zehen und Fingergelenke verursachen starke Schmerzen, welche die Bewegung einschränken und die Lebensqualität der betroffenen Patienten beeinträchtigen. Gelegentlich verursachen massive Gefäßverkalkungen eine periphere Minderdurchblutung und eine arterielle Verschlusskrankheit mit Zehen- beziehungsweise Finger-Nekrosen. In solchen Fällen kann eine Gefäßdilatation oder eine chirurgische Intervention notwendig sein.

## Pathogenese
Eine renale Osteodystrophie entsteht durch die Kombination eines sekundären Hyperparathyreoidismus mit Elektrolytstörungen und einer Vitamin-D-Hormon-Stoffwechselstörung. Der Knochen zeigt dabei einerseits Veränderungen wie bei einer Osteomalazie, die mit dem Vitamin-D-Mangel assoziiert sind, zum anderen tritt durch die verstärkte Parathormonwirkung eine Fibroosteoklasie auf.

## Diagnostisches Vorgehen

### Laborbefunde
Neben der Erhöhung von Kreatinin und Harnstoff (renale Anämie), zeigt sich eine typische Laborkonstellation bei der renalen Osteodystrophie:
- Hyperphosphatämie (häufig, insbesondere wenn die glomeruläre Filtrationsrate (GFR) unter 30 % absinkt)
- Normale oder erniedrigte Calcium-Werte im Blutserum
- Intaktes PTH im Serum bei praktisch allen Patienten mit fortgeschrittener Niereninsuffizienz deutlich erhöht
- Alkalische Phosphatase (beziehungsweise ihr knochenspezifisches Isoenzym) im Serum in Abhängigkeit vom Ausmaß der Knochenumsatzerhöhung im Rahmen des sekundären Hyperparathyreoidismus erhöht.

### Bildgebende Verfahren
Im Röntgenbild zeigen sich die Zeichen der Osteitis fibrosa als Ausdruck des sekundären Hyperparathyreoidismus, subperiostale Resorptionen, fleckige Osteosklerose, kortikale Auflockerungen, besonders an den Fingerphalangen und an der Wirbelsäule. Es finden sich häufig Veränderungen wie beim primären Hyperparathyreoidismus sowie diffuse Knochenverformungen, beispielsweise im Beckenbereich, und extraossäre Verkalkungen, vor allem in Gefäßen. Bei Kindern zeigen sich gestörte Wachstumsfugen. Die radiologischen Zeichen der meist gleichzeitig vorliegenden Osteomalazie sind weniger spezifisch, in Extremfällen werden Pseudofrakturen (Looser-Zonen) diagnostiziert.

### Differentialdiagnose
Abzugrenzen ist neben der aluminiuminduzierten Osteomalazie, welche heute praktisch nicht mehr vorkommt, die hämodialysebedingte Amyloidose mit Ablagerung von β2-Mikroglobulin in Knochen und Gelenken. Hier dominieren Knochenzysten, pathologische Frakturen, scapulohumerale Periarthritis und ein Karpaltunnel-Syndrom. In Ausnahmefällen kann eine Knochenbiopsie – Beckenkamm-Biopsie – die Differenzierung zwischen den verschiedenen Knochenerkrankungen ermöglichen.

## Therapie
Therapeutisch muss versucht werden, den Calcium- und Phosphatspiegel möglichst zu normalisieren, die Parathormonspiegel sollten auf etwa das Zweifache der Normobergrenze eingestellt werden. Da bei Niereninsuffizienz der Vitamin-D-Stoffwechsel gestört ist, muss Vitamin D in seiner aktivierten Form zugeführt werden, zum Beispiel als 1α,25(OH)2Vitamin D3. Die früher häufig angetroffene zusätzliche Knochenschädigung durch Aluminiumablagerungen als Folge der Dialyse wird heute nur noch selten beobachtet.